# NGC 7796
NGC 7796 este o galaxie situată în constelația Phoenix. A fost descoperită în 11 septembrie 1836 de către John Herschel. Se află la o distanță de 48,75 de megaparseci de Pământ.